# Kim Jong-hyeok
Đây là một tên người Triều Tiên, họ là Kim.
Kim Jong-hyeok (sinh ngày 31 tháng 3 năm 1983) là một trọng tài bóng đá Hàn Quốc.

## Sự nghiệp
Vào năm 2011 ra mắt tại giải K-League của Hàn Quốc. Trận đấu giữa Gwangju FC và Daejeon Citizen (2–1) là trận đấu chuyên nghiệp đầu tiên của anh, trong đó anh rút ra bảy thẻ vàng. Mùa giải 2012 là mùa giải mà anh phải hoạt động nhiều nhất với 21 trận đấu (rút ta 63 thẻ vàng, không thẻ đỏ). Vào năm 2013 anh được AFC chọn để bắt sáu trận đấu tại AFC Champions League, trong đó có trận tứ kết giữa Kashiwa Reysol của Nhật và Al Shabab của Ả Rập Saudi (1–1). Jong-hyeok cũng cầm còi trong trận chung kết Cúp Quốc gia Hàn Quốc vào ngày 23 tháng 11 năm 2014.
Jong-hyeok trở thành trọng tài FIFA vào năm 2009. Trận đầu tiên của anh là trận vòng loại Cúp bóng đá Đông Á 2010 giữa Guam và Mông Cổ với tỉ số 1–0 nghiêng về phía Guam. Anh sau đó điều khiển một trận tại vòng chung kết của giải vào tháng 2 năm 2010. Trận đấu chính thức đầu tiên dưới sự giám sát của FIFA đến vào ngày 29 tháng 6 năm 2011, khi anh điều khiển trận Mông Cổ và Myanmar tại Vòng loại giải bóng đá vô địch thế giới 2014 khu vực châu Á. Trong trận đấu này anh đã rút ra một thẻ đỏ đanh cho tiền đạo của Myanmar. Vào tháng 12 năm 2014 Kim Jong-hyeok được chọn vào đội ngũ tròng tài làm việc tại Cúp bóng đá châu Á 2015 tại Úc vào tháng 1 năm 2015. Anh cầm còi ba trận tại giải, trong đó có trận tứ kết giữa Úc và Trung Quốc (0–2).

## Các trận đấu quốc tế
| Ngày                 | Trận                          | Kết quả | Giải đấu                   | Thẻ vàng | Thẻ vàng · Thẻ vàng-đỏ (thẻ đỏ gián tiếp) | Thẻ đỏ |
| -------------------- | ----------------------------- | ------- | -------------------------- | -------- | ----------------------------------------- | ------ |
| 11 tháng 3 năm 2009  | Guam – Mông Cổ                | 1 – 0   | VL Cúp Đông Á 2010         | 2        | 0                                         | 0      |
| 15 tháng 3 năm 2009  | Guam – Ma Cao                 | 2 – 2   | VL Cúp Đông Á 2010         | 0        | 0                                         | 0      |
| 25 tháng 8 năm 2009  | Hồng Kông – CHDCND Triều Tiên | 0 – 0   | VL Cúp Đông Á 2010         | 1        | 0                                         | 0      |
| 14 tháng 2 năm 2010  | Hồng Kông – Trung Quốc        | 0 – 2   | Cúp bóng đá Đông Á 2010    | 4        | 0                                         | 0      |
| 3 tháng 9 năm 2010   | Trung Quốc – Iran             | 0 – 2   | Giao hữu                   | 5        | 0                                         | 0      |
| 22 tháng 12 năm 2010 | Trung Quốc – Bắc Macedonia    | 1 – 0   | Giao hữu                   | 3        | 0                                         | 0      |
| 21 tháng 3 năm 2011  | Myanmar – Philippines         | 1 – 1   | VL Cúp Challenge AFC 2012  | 0        | 0                                         | 1      |
| 25 tháng 3 năm 2011  | Bangladesh – Philippines      | 0 – 3   | VL Cúp Challenge AFC 2012  | 2        | 0                                         | 0      |
| 29 tháng 6 năm 2011  | Mông Cổ – Myanmar             | 1 – 0   | VL World Cup 2014          | 1        | 0                                         | 1      |
| 6 tháng 2 năm 2013   | Nhật Bản – Latvia             | 3 – 0   | Giao hữu                   | 1        | 0                                         | 0      |
| 23 tháng 3 năm 2013  | Indonesia – Ả Rập Xê Út       | 1 – 2   | VL Cúp bóng đá châu Á 2015 | 6        | 0                                         | 0      |
| 15 tháng 10 năm 2013 | Hồng Kông – UAE               | 0 – 4   | VL Cúp bóng đá châu Á 2015 | 4        | 0                                         | 0      |
| 15 tháng 11 năm 2013 | Việt Nam – Uzbekistan         | 0 – 3   | VL Cúp bóng đá châu Á 2015 | 4        | 0                                         | 1      |
| 26 tháng 5 năm 2014  | Úc – Nam Phi                  | 1 – 1   | Giao hữu                   | 3        | 0                                         | 0      |
| 11 tháng 1 năm 2015  | UAE – Qatar                   | 4 – 1   | Cúp bóng đá châu Á         | 3        | 0                                         | 0      |
| 16 tháng 1 năm 2015  | Palestine – Jordan            | 1 – 5   | Cúp bóng đá châu Á         | 1        | 0                                         | 0      |
| 22 tháng 1 năm 2015  | Trung Quốc – Úc               | 0 – 2   | Cúp bóng đá châu Á         | 2        | 0                                         | 0      |
| 31 tháng 3 năm 2015  | Trung Quốc – Tunisia          | 1 – 1   | Giao hữu                   | 0        | 0                                         | 0      |
| 17 tháng 11 năm 2015 | Singapore – Syria             | 1 – 2   | VL World Cup 2018          | 2        | 0                                         | 1      |
| 29 tháng 3 năm 2016  | Úc – Jordan                   | 5 – 1   | VL World Cup 2018          | 4        | 0                                         | 0      |